# Liste der Naturdenkmale in Windesheim
Die Liste der Naturdenkmale in Windesheim nennt die im Gemeindegebiet von Windesheim ausgewiesenen Naturdenkmale (Stand 7. März 2024).

## Naturdenkmale
| Nr.         | Bezeichnung       | Lage                                                       | Beschreibung                  | Bild                                    |
| ----------- | ----------------- | ---------------------------------------------------------- | ----------------------------- | --------------------------------------- |
| ND-7133-439 | Sechs Speierlinge | Kreuznacher Straße und Wallhäuser Straße, am Friedhof Lage | Sorbus domestica, sechs Bäume | Direkt Bild zu diesem Denkmal hochladen |